# Tricellaria longispinosa
Tricellaria longispinosa is een mosdiertjessoort uit de familie van de Candidae. De wetenschappelijke naam van de soort is voor het eerst geldig gepubliceerd in 1918 door Yanagi & Okada.